# 刘学库
刘学库（1953年3月—），男，河北大厂人，中华人民共和国政治人物。廊坊市财贸学校财贸学专业毕业，中共中央党校科学社会主义专业在职研究生学历。

## 生平
1975年加入中国共产党。历任河北省大厂回族自治县县委常委、副县长，三河县委副书记、县长，三河市委副书记、市长、市委书记，廊坊市委常委、常务副市长，河北省对外贸易厅副厅长、省发改委副主任，沧州市委副书记、代市长、市长等职。2008年起担任全国人大代表。2011年1月任河北省发展和改革委员会主任。2013年4月，离职。
2014年1月，河北省人大常委、财经委员会副主任委员刘学库被纪委从河北两会闭幕现场带走接受组织调查。传闻刘学库案发系遭儿媳举报，举报刘学库受贿2亿元，以及合谋洗钱、包养情人等行为。